# 高以永
高以永（？—？），字子修，号荆门，浙江省嘉兴府秀水县新丰村（今嘉兴市南湖区新丰镇竹林村）人，清朝政治人物、同進士出身。祖上為宋朝名將高琼。

## 生平
康熙十一年，高以永鄉試中舉。次年，參加禮部會試，單科夺元（会魁），同年登進士癸丑科三甲。康熙十八年，擔任內鄉縣知縣，兼管鎮平縣、淅川縣事務。康熙二十七年，升任直隸省安州知州兼新安縣事。康熙三十一年，升任戶部江西司員外郎，兩年后因病去世，死於任上。留有《高户部诗集》。有子高孝本、高孝德，高孝本為進士。
高以永曾辦公的内乡县衙現為中国境内保存最完好的清代县级官署衙门。而其撰寫的楹联“吃百姓之饭，穿百姓之衣，莫道百姓可欺，自己也是百姓；得一官不荣，失一官不辱，勿说一官无用，地方全靠一官”也廣為流傳。

## 新闻链接
习近平给菏泽市县书记念对联：得一官不荣，失一官不辱。